# GameRanger
GameRanger – serwis gier internetowych dla komputerów pracujących w systemach operacyjnych Macintosh i Windows, opracowany przez GameRanger Technologies. Pozwala na grę online w trybie gry wieloosobowej i zapewnia różne funkcje społeczne, jak czat i czat głosowy. Został on opracowany przez australijskiego dewelopera Scott Kevill i pierwotnie wydany był dla systemu Macintosh w lipcu 1999 roku. W tym samym roku osiągnął nagrodę „Best Internet Gaming Achievement” przyznaną przez gazetę komputerową Macworld. Wsparcie systemu Windows dodano w 2008 roku, a dziś obsługuje ponad 700 gier. Siedziba GameRanger Technologies znajduje się w Perth w Australii.
Program pozwala na łączenie się z już utworzonym "pokojem", który jest serwerem dla danej gry, lub pozwala utworzyć własny pokój. Istnieje możliwość ograniczenia dostępu do swojego pokoju lub ochroną hasłem, itp. Podczas oczekiwania na komplet graczy, dostępny jest Chat.
Program GameRanger jest dostępny do pobrania za darmo na oficjalnej stronie. Program ma trzy rodzaje poziomów uprawnień. W brązowym poziomie uprawnień (podstawowy) jest bezpłatny i pozwala mieć nie więcej niż 50 znajomych i grać w dostępne w serwisie gry. Srebrny poziom uprawnień kosztuje 19,95 dolarów rocznie, i pozwala graczom mieć unikalną nazwę konta, do 100 przyjaciół, możliwość korzystania z systemu oceny, komunikacji głosowej, posiadania własnej ikony, a także dostępu do wyłącznych rozmów i dodatków. Złoty poziom uprawnień kosztuje 39,95 dolarów rocznie, pozwala mieć maksymalnie 500 znajomych, usuwa banery, a także daje dostęp do rozszerzonego profilu. Zarówno poziom złoty jak i srebrny mają okres próbny 30 dni.